# Moos in Passeier
Moos in Passeier (italià Moso in Passiria) és un municipi italià, dins de la província autònoma de Tirol del Sud. És un dels municipis del districte de Burggrafenamt. Comprèn les fraccions de Pfelders (Plan), Platt (Plata), Rabenstein (Corvara), Stuls (Stulles) i Ulfas. L'any 2007 tenia 2.171 habitants. Limita amb els municipis de Partschins, Ratschings, Riffian, St. Leonhard in Passeier, St. Martin in Passeier, Schnals, Tirol i Sölden (a Àustria).

## Situació lingüística
| Pertinença lingüística (cens 2001) | 99,09% alemany |
| Pertinença lingüística (cens 2001) | 0,91% italià   |
| Pertinença lingüística (cens 2001) | 0,00% ladí     |

## Administració

Territori comunal

| Període | Identitat             | Partit |
| ------- | --------------------- | ------ |
| 2004-   | Wilhelm Mathias Klotz | SVP    |